# Европейский маршрут E11
Европейский маршрут E11 — европейский автомобильный маршрут от Вьерзона до Монпелье, полностью расположенный во Франции длиной 570 километров.
Дорога следует по маршруту Вьерзон — Монлюсон — Клермон-Ферран — Монпелье
Дорога проходит по самому высокому дорожному мосту в мире, виадуку Мийо длиной 2460 м, возвышающемуся над землей на 270 м.
Дорога также проходит мимо (но не пересекает) Виадук Гараби, который был построен в 1880-х годов Гюставом Эйфелем.

## Фотографии

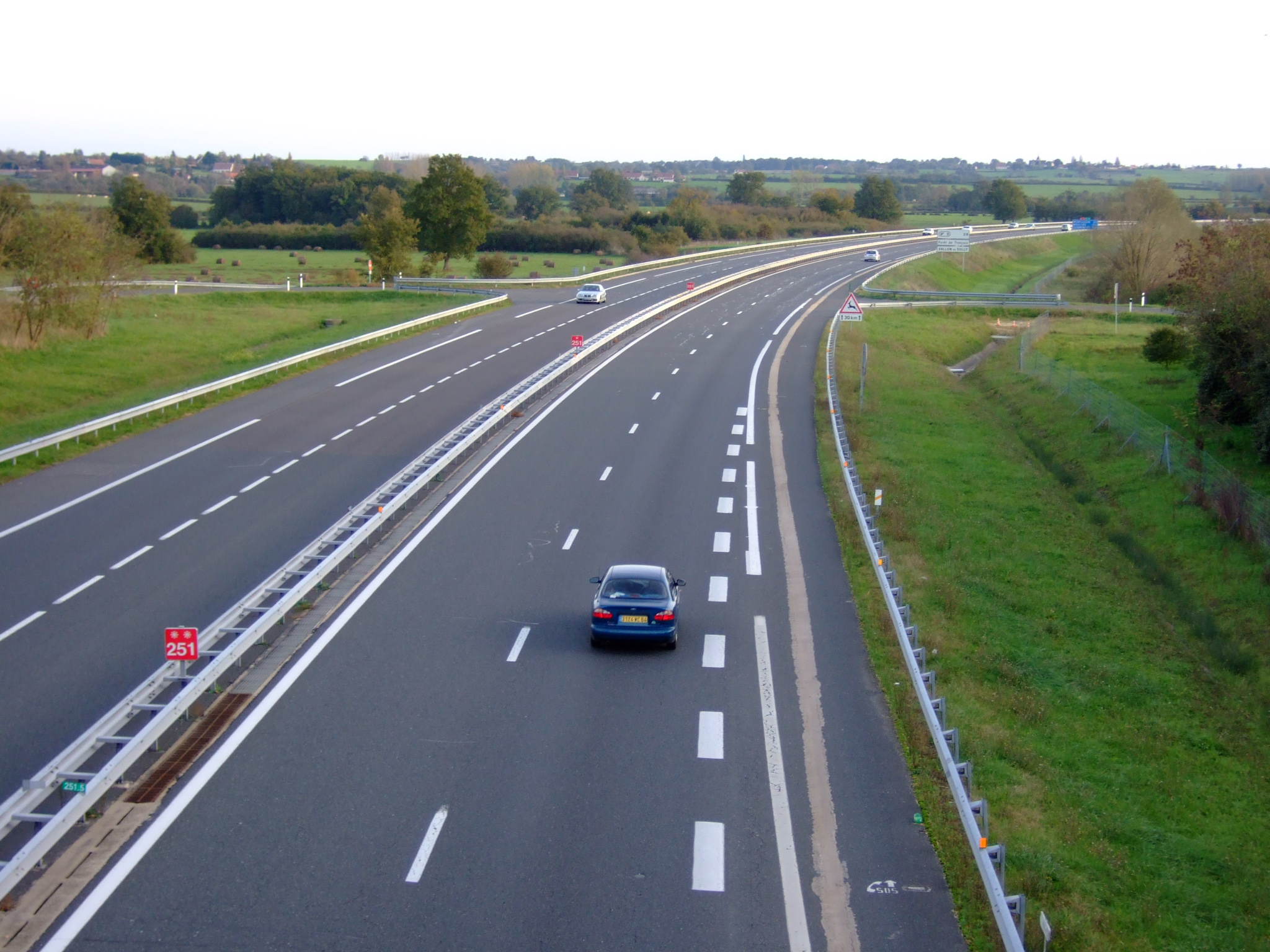